# Нефертум
Нефертум — в египетской мифологии бог растительности, сын Сехмет (разрушение и восстановление) и Птаха (строительство). В Мемфисе они составляли божественную триаду. В другом варианте вырос из тела богини полей. Имя Нефертума обозначает «прелестное дитя богов».
Нефертум чаще изображался в виде младенца на цветке лотоса или юношей с цветком лотоса на голове. Лотос (эмблема Верхнего Египта) олицетворял красоту, процветание, рождение и воскресение после смерти. В «Текстах пирамид» он назван «лотос из носа Ра». В Гелиополе Нефертума изображали львом или человеком с львиной головой.
Греки приравнивали Нефертума к Асклепию, их собственному полубогу медицины. Может показаться, что многие из имён богов были не более чем титулами, привнесёнными из архаического прошлого, нередко включавшимися в имя более ранней личности, проявившей экстраординарные способности в определённом виде деятельности. Так, Нефертум обладает способностями, во многом сходными с умением Хонсу — третьего члена фиванской триады, который также был исцеляющим божеством.